# Emmanuel Ladmiral
Pour les articles homonymes, voir Ladmiral.
Emmanuel Ladmiral, né le 2 juin 1882 à Paris, où il est mort le 26 mai 1934, est un architecte et sculpteur français auteur de plusieurs monuments aux morts. Il est élève de l'école des beaux-arts à partir de 1903, au sein de l'atelier d'Edmond Paulin. Il est membre de la Société des artistes français. Établi à Paris, il est surtout connu pour les nombreux projets de monuments aux morts pour lesquels il a concouru ou qu'il a réalisés dans la décennie 1920 dans toute la France.

## Œuvres

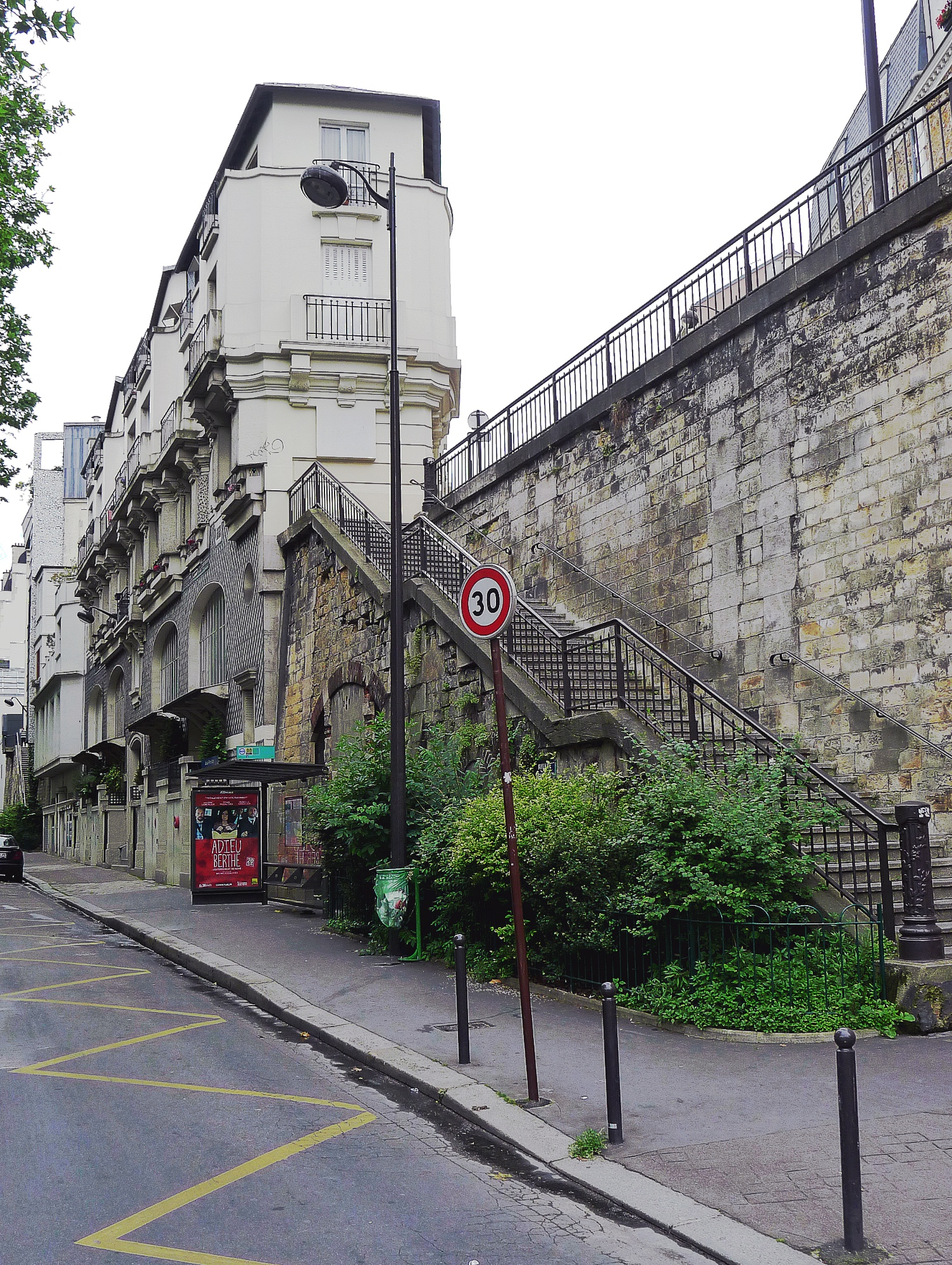
Immeuble d'angle à Paris ayant pour architecte Emmanuel Ladmiral.

- Monument aux morts de Flers inauguré le 14 octobre 1921 (calcaire)[3] ;
- Monuments aux morts de Chambéry[4] (inauguré le 28 septembre 1928[5]), Fontainebleau, Gray, Toul, Cannes[6], Le Mans, Évian-les-Bains[4] ;
- Monument aux morts de Vannes, inauguré en novembre 1925[7] ;
- Monument aux morts de Beaune, inauguré le 19 avril 1925[8] ;
- Immeuble rue des Artistes à Paris[9].